# ГЕС Кадаресе
ГЕС Кадаресе (італ. Cadarese) — гідроелектростанція на півночі Італії. Знаходячись між ГЕС Фондовалле (вище по течії) та ГЕС Точе, входить до складу каскаду на річці Точе, яка у верхній течії дренує південний схил Лепонтинських Альп та впадає справа в озеро Маджоре (середня течія річки Тічино, яка через По належить до басейну Адріатичного моря).
Відведений із Точе за допомогою водозабірної греблі ресурс транспортується по дериваційному тунелю довжиною 7 км до розташованого нижче по долині машинного залу. Останній у кінці 1920-х років обладнали двома турбінами потужністю по 14 МВт. У 2002-му провели докорінну модернізацію станції, встановивши тут дві турбіни типу Пелтон потужністю по 35 МВт, які при напорі у 467 метрів забезпечують виробництво 118 млн кВт·год електроенергії на рік.